# Stainton by Langworth
Stainton by Langworth est une paroisse civile et un village du Lincolnshire, en Angleterre.